# Ален Жирес
Але́н Жире́с (на френски: Alain Giresse) е френски футболист и треньор по футбол.
С изиграните 586 срещи заема четвърто място по брой мачове във вечната ранглиста на шампионата на Франция, голмайстор № 1 на Бордо за всички времена със 159 гола.

## Състезателна кариера
Роден е на 2 август 1952 г. в градчето Лангоаран, департамент Жиронд, регион Аквитания, Франция. Започва своята кариера през 1970 г. в родния Бордо и защитава цветовете на клуба цели 16 години.
През 70-те години на XX век „жирондинците“ се борят за мястото си в Лига 1 и завършват между 10-о и 16-о място, но с назначаването за старши треньор на Еме Жаке клубът започва своя възход. Печели две шампионски титли, една национална купа, а през сезон 1984/85 играе полуфинал от турнира за КЕШ, загубен с общ резултат 2:3 от Ювентус на Мишел Платини.
През 1986 г. след Световното първенство в Мексико Жирес преминава в Олимпик Марсилия, където завършва своята кариера. С изиграните 586 срещи (Бордо (519), Олимпик М (67)) Ален Жирес заема четвърто място по брой мачове във вечната ранглиста на шампионата на Франция, голмайстор № 1 на Бордо за всички времена със 159 гола.

## Национален отбор
Дебютира за националния отбор на 7 септември 1974 г. в мач срещу Полша. С отбора на Франция участва на две световни първенства. В Испания през 1982 г. „петлите“ отпадат на полуфинала от Германия след изпълнение на дузпи. В редовното време 3:3, като Жирес бележи единия от головете и един от наказателните удари. Това е недостатъчно и немците се класират за финала, докато французите трябва да се задоволят с малкия финал. Губят и него от Полша и завършват на четвърто място, а Ален Жирес е голмайстор за Франция на турнира с 3 гола. На следващото световно първенство в Мексико 1986 французите с Жирес в състава си отново губят полуфинала от Германия. В борбата за третото място побеждават след продължения Белгия и се окичват с бронзовите медали.
Ален Жирес е част от легендарния отбор на Мишел Идалго, спечелил титлата на Европейското първенство през 1984 г., и заедно с партньорите си в халфовата линия Мишел Платини, Луис Фернандес и Жан Тигана формира легендарния „магически квадрат“ (Carré Magique) в средата на терена.

## Успехи
Бордо
- Купа Деле Алпи (1): – 1980
- Шампион на Франция (2): 1984, 1985
- Купа на Франция (1): 1986

 Франция
- Европейски шампион (1): Франция 1984
- Бронзов медалист – Мексико 86

Индивидуални
- Футболист №1 на Франция (3): 1982, 1983, 1987
- Голмайстор Купа на УЕФА – 1983 (7 гола)
- Златна топка на Франс Футбол
  - Първи подгласник – 1982

Треньорски
 Пари Сен Жермен
- Суперкупа на Франция (1): 1998

 ФАР Рабат
- Купа на Мароко (1): 2003